# Mathieu Laurent Joseph Brialmont
Mathieu Laurent Joseph Brialmont (Seraing (Lieja), 17 de febrer de 1789 - Anvers (Bèlgica), 15 d'abril de 1885) va ser un militar francès, neerlandès i belga i un ministre belga.
Mathieu Brialmont va registrar-se com soldat a l'exèrcit napoleònic el 1808. Va servir al 36è regiment de Ligne durant la campanya de Rússia. El 1812 van promoure'l sotstinent per a compensar el seu coratge a la batalla del Moskvà. El 1813 va esdevenir lloctinent i va haver d'organitzar la retirada del 7è cos de l'exèrcit francès que havia perdut gairebé tots els seus oficials. En tornar d'exili d'Elba, Napoleó va promoure'l capità i va participar en la batalla de Waterloo. Després de la derrota francesa, va enrolar-se a l'exèrcit del jove Regne Unit dels Països Baixos que va encarregar-lo de la caserna de Venlo, ciutat a la qual va trobar són esposa Marie Verwins que va casar el 1820. El 1829 va demetre després d'unes disputes amb col·legues i el 1830 va ajuntar-se a la revolució belga i va participar en l'ocupació de la ciutat de Venlo.
-
Brialmont va esdevenir un lloctinent-general de l'exèrcit belga i conseller militar del primer rei dels belgues Leopold I. Tot i no tenir cap mandat parlamentari, el primer ministre Charles Rogier va nomenar-lo ministre de la Guerra el 1850 el que va restar fins al 1851.
El seu fill Henri Alexis Brialmont, lloctinent, va esdevenir un arquitecte militar.